# 泰坦3號B運載火箭
泰坦三B是自泰坦二號洲際彈道飛彈及泰坦三號運載火箭改良後之火箭總稱，加上Agena上面級加以改良，由四枚分散的火箭組成，泰坦23B用泰坦二號為基礎，加上Agena上面級；而泰坦24B也應用相同之概念，經少許擴充成為泰坦三號；泰坦33B為泰坦23B火箭加上Agena上面級，但其上面級經過改良，較原型機種小，進而可以酬載較多的重量及空間，整個系列結束在24B改良至泰坦34B。

## 技術諸元
泰坦23B運載火箭是三節式液態火箭，設計做為發射中小型衛星的火箭，大約可推送3000公斤的人造衛星至地球極地軌道，第一節使用LR-87液態推進器；第二節使用LR-91液態推進器；第三節使用Agena DXLR81-BA-9液態推進器。

## 建造背景
泰坦系列火箭創立於1955年，當時美國空軍授予洛克希德馬丁公司建造長程洲際彈道飛彈。起初以泰坦一號較為知名，也是美利堅合眾國第一枚長程洲際彈道飛彈，並可以隱藏在地下發射，泰坦二號則為美利堅合眾國戰略防禦飛彈的先驅。在1960年代中期，泰坦二號運載火箭也用來發射美國國家航空暨太空總署的雙子星載人太空船，而泰坦23B火箭是由泰坦二號運載火箭改良。